# Gratteri
Gratteri es una localidad italiana de la provincia de  Palermo, región de Sicilia, con 1.024 habitantes.

Ubicación de la ciudad de Gratteri dentro de la provincia de Palermo.

## Evolución demográfica
| Gráfica de evolución demográfica de Gratteri entre 1861 y 2001 |
|                                                                |
| Fuente ISTAT - Elaboración gráfica por parte de Wikipedia      |